# Südkoreanische Fußballnationalmannschaft (U-23-Männer)
Die südkoreanische U-23-Fußballnationalmannschaft ist eine Auswahlmannschaft südkoreanischer Fußballspieler. Sie untersteht dem südkoreanischen Fußballverband KFA und repräsentiert diesen international auf U-23-Ebene, etwa in Freundschaftsspielen gegen die Auswahlmannschaften anderer nationaler Verbände, bei U-23-Asienmeisterschaften sowie den Fußballturnieren der Olympischen Sommerspiele und der Asienspiele.
Bisher konnte sich die Mannschaft achtmal für das olympische Fußballturnier qualifizieren. 2012 gewann sie bei ihrer sechsten Teilnahme die Bronzemedaille. An der U-23-Asienmeisterschaft nahm Südkorea dreimal teil und wurde 2016 Zweiter. Bei den Asienspielen konnte 2014, 2018 und 2022 jeweils die Goldmedaille gewonnen werden.
Spielberechtigt sind Spieler, die ihr 23. Lebensjahr noch nicht vollendet haben und die südkoreanische Staatsangehörigkeit besitzen.

## Bilanzen
| Olympische Spiele - 1992: Gruppenphase - 1996: Gruppenphase - 2000: Gruppenphase - 2004: Viertelfinale - 2008: Gruppenphase - 2012: Dritter - 2016: Viertelfinale - 2021: Viertelfinale | U-22-/23-Asienmeisterschaften - 2014: Vierter - 2016: Zweiter - 2018: Vierter - 2020: Erster | Asienspiele - 2002: Dritter - 2006: Vierter - 2010: Dritter - 2014: Erster - 2018: Erster - 2023: Erster | King’s Cup - 2012: Erster - 2015: Erster |